# Anna Rossinelli
Anna Rossinelli (ur. 20 kwietnia 1987 roku w Bazylei) – szwajcarska piosenkarka popowo-soulowa, wokalistka zespołu Anne Claire, reprezentantka Szwajcarii w 56. Konkursie Piosenki Eurowizji w 2011 roku.

## Życiorys

### Kariera

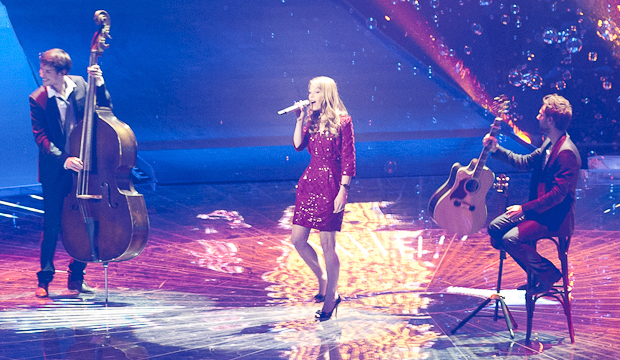
Anna Rossinelli podczas występu w 56. Konkursie Piosenki Eurowizji, maj 2011

W 2010 roku z utworem „In Love for a While” zgłosiła się do udziału w krajowych eliminacjach eurowizyjnych Die grosse Entscheidungs Show. W grudniu wystąpiła w finale selekcji i zdobyła w nim 23,93% głosów telewidzów, dzięki czemu zajęła pierwsze miejsce, zostając reprezentantką Szwajcarii w 56. Konkursie Piosenki Eurowizji 2011 organizowanym w Düsseldorfie. 12 maja 2011 roku wystąpiła w pierwszym półfinale Konkursu Piosenki Eurowizji i z dziesiątego miejsca awansowała do sobotniego finału. Zajęła w nim ostatnie, dwudzieste piąte miejsce.
W październiku 2011 roku wydała nowy singiel „Joker”, zapowiadający jej debiutancki album studyjny. Płyta, zatytułowana Bon Voyage, ukazała się w grudniu tego samego roku i zadebiutowała na dziesiątym miejscu listy najczęściej kupowanych albumów w Szwajcarii. 
W 2013 roku Rossinelli opublikowała singiel „Let It Go”, który zapowiadał jej drugą płytę długogrającą zatytułowaną Marylou. Album ukazał się w maju 2013 roku i zadebiutował na pierwszym miejscu listy najczęściej kupowanych płyt w kraju. W lutym 2014 roku na rynku ukazała się reedycja albumu zatytułowana Marylou Two, wzbogacona m.in. o singiel „Shine in the Light”. Utwór został wykorzystany przez krajowego nadawcę telewizyjnego SRF jako muzyczny motyw przewodni transmisji Zimowych Igrzysk Olimpijskich 2014.
27 listopada 2015 roku premierę miała trzecia płyta studyjna piosenkarki zatytułowana Takes Two to Tango

## Dyskografia

### Albumy studyjne
| Tytuł              | Szczegóły                                                                          | Pozycja na liście |
| Tytuł              | Szczegóły                                                                          | SWI               |
| ------------------ | ---------------------------------------------------------------------------------- | ----------------- |
| Bon Voyage         | - Debiutancki album studyjny - Wydany: 9 grudnia 2011 - Wytwórnia: Universal Music | 10                |
| Marylou            | - Drugi album studyjny - Wydany: 3 maja 2013 - Wytwórnia: Universal Music          | 1                 |
| Marylou Two        | - Reedycja drugiego albumu - Wydany: 4 lutego 2014 - Wytwórnia: Universal Music    | 7                 |
| Takes Two to Tango | - Trzeci album studyjny - Wydany: 27 listopada 2015 - Wytwórnia: Universal Music   | 7                 |

### Single
| Rok  | Tytuł                  | Pozycja na liście | Album       |
| Rok  | Tytuł                  | SWI               | Album       |
| ---- | ---------------------- | ----------------- | ----------- |
| 2011 | „In Love for a While”  | 3                 | —           |
| 2011 | „Joker”                | —                 | Bon Voyage  |
| 2012 | „See What You've Done” | —                 | Bon Voyage  |
| 2013 | „Let It Go”            | 26                | Marylou     |
| 2014 | „Shine in the Light”   | 4                 | Marylou Two |